# Scherzschein
Scherzschein ist die Bezeichnung für mehr oder weniger offensichtlich falsche Geldscheine, die in Farbgebung und Format geldscheinähnlich erscheinen bzw. kursierenden Scheinen in Design bzw. Farbgebung ähneln.
Solche falschen Scheine werden teils speziell für Sammler gedruckt, meistens jedoch für kommerzielle, Werbe- oder Propagandazwecke verwendet.
Ein bekanntes Beispiel für ihre Verwendung sind Gesellschaftsspiele wie Monopoly.

## Quelle
- Albert Pick: Papiergeld-Lexikon. Mosaik-Verlag, München 1978, ISBN 3-570-05022-X.